# Hounet
Hounet (în arabă حنات) este o comună din provincia Saïda, Algeria.
Populația comunei este de 4.765 de locuitori (2008).